# Pont Joffre (Lagny)
Le pont Joffre est un pont routier qui permet de relier Lagny-sur-Marne à Thorigny-sur-Marne.

## Origine du nom
Autrefois appelé pont de pierre avant sa destruction, il est renommé en l'honneur du maréchal Joseph Joffre.

## Histoire
Un pont de pierre est construit à cet endroit en 1850.
Comme le pont Maunoury dans la même ville, il est dynamité le  3 septembre 1914. Ils sont remplacés par une passerelle provisoire et un pont flottant posé sur des péniches.
Un nouveau pont en béton armé est inauguré le 19 octobre 1926.
Il est aujourd'hui parcouru par la route départementale 418. Il est restauré en 2019.